# Kim Yoon-jin
Yoon-jin Kim, född 7 november 1973, Seoul, Sydkorea, är en sydkoreansk skådespelerska. Hon spelade karaktären Sun Kwon i TV-serien Lost.

## Filmografi
- Shiri - Terrorns Ansikte (1999) ... som Myung-hyun Lee
- Danjeogbiyeonsu (2000) ... som Yeon
- Rush! (2001) ... som Seo-Yeong
- Iron Palm (2002) ... som Ji-ni
- Yesterday (2002) ... som Hui-su
- Milae (2002) ... som Mi-heun
- Lost (TV-serie) (2004-2010)